# Cypripedium himalaicum
Cypripedium himalaicum är en orkidéart som beskrevs av Robert Allen Rolfe. Cypripedium himalaicum ingår i släktet guckuskor, och familjen orkidéer. Inga underarter finns listade i Catalogue of Life.

## Bildgalleri